# Wilton, Kalifornien
Wilton är en ort (CDP) i Sacramento County, i delstaten Kalifornien, USA. Enligt United States Census Bureau har orten en folkmängd på 5 363 invånare (2010) och en landarea på 75,1 km².